# Челюсти (предаване)
Вижте пояснителната страница за други значения на Челюсти.
Челюсти е публицистично токшоу по Нова телевизия, излъчва се всеки делничен ден от 13:00 до 14:00 часа, с водеща Диана Найденова, а от 13 септември 2022 г. от 20:20 до 21:00 по Нова Нюз.

## Принципи
Предаването залага на прекия сблъсък на тези, аргументи и контрааргументи. Стилът на водене е неформален, критикарски, темите – политически, социални, обществени и дори личностни, а събеседниците – известни обществени и политически фигури, но и обикновени хора със заявена позиция.